# Grammy Award de la vidéo de l'année
Le Grammy Award de la vidéo de l'année (Video Of The Year) est une ancienne récompense décernée lors des cérémonies annuelles des Grammy Awards décernée à la meilleure vidéo.

## Lauréats
| Année | Artiste            | Titre                             |
| ----- | ------------------ | --------------------------------- |
| 1982  | Michael Nesmith    | Michael Nesmith In Elephant Parts |
| 1983  | Olivia Newton-John | Olivia Physical                   |